# 卡塔爾國家男子排球隊
卡達國家男子排球隊（阿拉伯语：منتخب قطر لكرة الطائرة）為代表卡達參加國際賽和友誼賽的男排國家隊。 目前世界排名第21名。卡達亞錦賽最佳成績，是2023年亞洲男子排球錦標賽的季軍。

## 國際賽成績

### 世界聯賽
- 1990至 2009 – 未參加
- 2010至 2015 – 未取得資格
- 2016 – 第31名
- 2017 – 第32名